# Vincent Cossée de Maulde
Le vicomte Vincent Marie Joseph Fernand Eleuthère Ghislain Cossée de Maulde du Mortier, né le 31 mars 1894 à Tournai et y décédé le 24 juillet 1984, est un homme politique belge catholique.
Il fut créé vicomte en 1947.

## Carrière
- Conseiller provincial du Hainaut
- Bourgmestre de Ramegnies-Chin : 1921-1940
- Député de l’arrondissement de Tournai-Ath du 23 juin 1936 au 17 février 1946.
- Sénateur : 1946-1954

## Généalogie
- Il est le fils du vicomte Octave (1867-1947) et de la comtesse Marguerite Dumortier (1869-1940). Il est le petit-fils d'Armand Cossée de Maulde
- Il a épousé en 1920 à Wavre Eve le Hardÿ de Beaulieu (1896-1984).
  - Ils ont une fille : Gilberte, épouse de Jehan de Villegas de Saint-Pierre Jette.

## Sources
- P. Van Molle, Het Belgisch parlement.